# Meister der Legende der Heiligen Godelieve

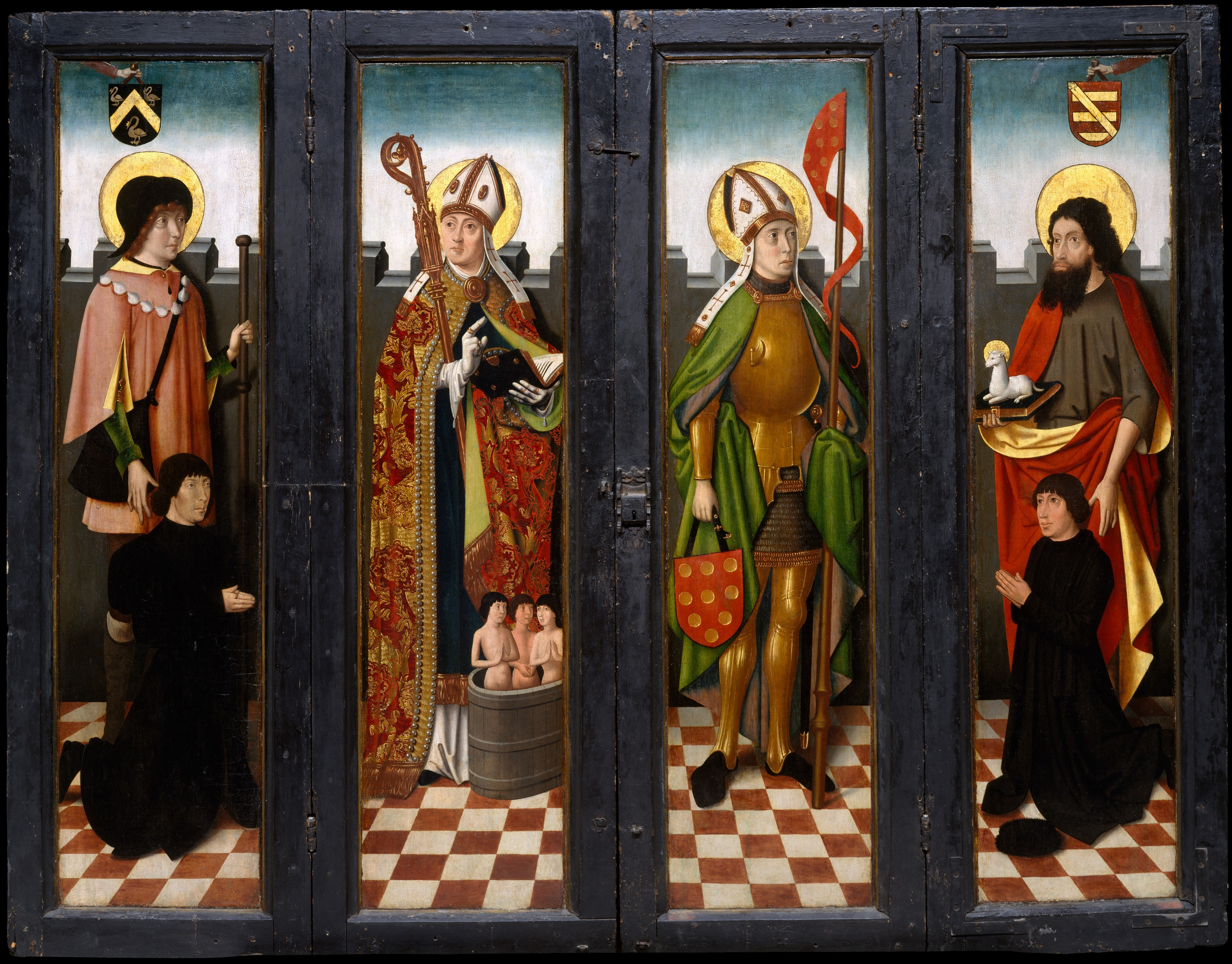
Außenseite des Godelieve-Altares

Als Meister der Legende der Heiligen Godelieve  oder auch Meister der Godelieve-Legende (ndl.) Meester van de Godelieve-Legende wird ein mittelalterlicher Maler von Tafelbildern aus dem Flandern des letzten Viertels des 15. Jahrhunderts bezeichnet. Der namentlich nicht bekannte Künstler erhielt seinen Notnamen nach seinen Bildern für einen mehrteiligen Flügelaltar, der das Leben und die Wunder der in Flandern verehrten Heiligen Godelieve darstellt. Das Werk von ca. 1470 oder 1480 war wahrscheinlich ein Auftragswerk einer Handwerkergilde in Brügge für die dortige Liebfrauenkirche, wo es in einer Kapelle bis zum Ende des 18. Jahrhunderts aufgestellt war. Heute wird der vollständig erhaltene Altar in New York im Metropolitan Museum of Art aufbewahrt.

## Stil
Obwohl der Stil des Meisters der Legende der Heiligen Godelieve der Arbeitsweise anderer zeitgenössischer Maler wie dem Meister der (Brügger) Ursula-Legende nahesteht, ist doch ein Unterschied in der Kunstfertigkeit zu erkennen und der individuelle Stil des Meisters etwas flacher und weniger ausgebildet.

## Werke (Auswahl)
Das Haupt- und namensgebende Werk des Meister der Legende der Heiligen Godelieve ist sein Flügelaltar (Polyptychon):
- Das Leben und die Wunder des Heiligen Godelieve, The Metropolitan Museum of Art, New York Nr. 12.79
- Das Leben und die Wunder des Heiligen Godelieve (Kopie), Stedelijk Museum (Gruuthuse-Museum), Brügge

Weiter werden dem Meister durch Stilvergleich folgende Werke zugeordnet:
- Beweinung (Lamentatio) (Van der Straeten Triptychon.) Onze-Lieve-Vrouwekerk, Brügge
- Kreuzigung (Triptychon). Real Cartuja de Miraflores, Burgos
- Das Leben und die Wunder des Heiligen Jakobus. Indianapolis Museum of ArtInv. Nr. 24.3
- Beweinung (Grablegung). Museo Nazionale di S. Matteo, Pisa[8]
- Passionstriptychon. Museo Diocesano, Vitoria